# ليني الكسندر
ليني الكسندر (بالألمانية: Leni Alexander)‏ (و. 1924 – 2005 م) هي ملحنة من ألمانيا، وتشيلي، وبولندا، ولدت في فروتسواف، توفيت في سانتياغو، عن عمر يناهز 81 عاماً.

## جوائز
حصلت على جوائز منها:
- زمالة غوغنهايم.